# 缓刑
缓刑（英語：Suspended sentence）是刑法上的一种刑罚制度。法院在刑事审判中，根据被判处刑罚的罪犯的犯罪情节和認罪表现，规定一定的考验期，暂缓刑罚的执行。如在考验期内，满足一定的条件，原判刑罚将不再执行的一种制度。因此，简言之，缓刑是有条件地不执行所判决的刑罚。
例子：如罪犯被判刑「拘役21日，緩刑2年」，代表該罪犯只要在2年内沒有再次犯罪便可免去入獄的刑責，否則即時入獄21日以外另加再犯的控罪刑責。

## 中华人民共和国

### 缓刑与类似制度的区别

#### 死刑缓期执行
缓刑与死刑缓期执行（简称“死缓”）制度都是有条件地不执行原判刑罚。但緩刑是一種刑罰運用方式，而死刑緩期執行則是一類單獨的刑法。两者在适用对象、执行方法、考验期限和法律后果等方面也有所不同：
1. 緩刑可因受刑人違反法律、行政法規、相關行政管理規定等各種原因而撤銷，並使原刑罰繼續執行；而對於死缓，則僅可因受刑人自宣告起兩年內另有故意犯罪而使死刑繼續執行
2. 缓刑适用于判处拘役或者3年以下有期徒刑的犯人；死缓适用于应判处死刑但不必立即执行的犯人。
3. 不关押缓刑的犯人；死缓的犯人必须监禁。
4. 缓刑长短不一；死缓一律2年。
5. 缓刑是原判刑罚不再执行或继续执行甚至数罪并罚；死缓是减为无期或有期徒刑，也有可能是执行死刑。

#### 军人战时缓刑
战时缓刑制度是缓刑的一种特殊形式。中华人民共和国刑法449条规定：“在战时，对被判处三年以下有期徒刑没有现实危险宣告缓刑的犯罪军人，允许其戴罪立功，确有立功表现时，可以撤销原判刑罚，不以犯罪论处。”特点在于期满后可能撤销原刑罚，而并非“不再执行”原刑罚。因此对罪犯而言，战时缓刑比普通缓刑制度更为有利。

### 缓刑的适用条件
根据中华人民共和国刑法第72条、第74条的规定，适用缓刑需要符合下列条件：
1. 罪犯被判处拘役或者3年以下有期徒刑。
此处所说刑期和刑种，是指宣告刑，而非法定刑。此外，管制和处以附加刑的犯人不适用缓刑。因为量刑需要综合犯罪性质、犯罪情节、危害性、悔罪态度等进行具体刑罚裁量，而不仅仅是罪行性质和危害程度，法院认为有必要实施管制刑罚或附加刑罚惩罚的，故不能适用缓刑。
2. 适用缓刑确实不致再危害社会
并非所有满足条件1的犯人都可以适用缓刑。法官需要根据犯人的犯罪情节和悔罪表现来综合判断。判断标准包括犯罪人的犯罪情节较轻，主观恶性较小，或者犯罪人在犯罪后积极退赃，尽量减小犯罪造成的损害，遵守监管法规，坦白交待罪行，积极检举揭发其他犯罪等等。
3. 必须不是累犯
累犯禁止适用缓刑。因为累犯说明罪犯的主观恶性较大，其人身危险性严重，难以改造。
4. 不能是犯罪集团的首要分子
集团犯罪的社会危害性往往大于个人犯罪，对犯罪集团的首要分子往往比一般的参与者需要花费更多的时间进行改造，故不得适用缓刑。

### 缓刑的考验期限
缓刑的考验期限，是指对被宣告缓刑的犯人进行考察的一定期间。中华人民共和国刑法第73条规定，考验期限如下表所示：
| 原判刑罚        | 考验期限                                         |
| --------------- | ------------------------------------------------ |
| 拘役            | 考验期限不少于2个月，不多于1年，且不少于原判刑期 |
| 3年以下有期徒刑 | 考验期限不少于1年，不多于5年，且不少于原判刑期   |

在考验期间内，犯罪人应当遵守下列规定：
1. 遵守法律、行政法规，服从监督
2. 按照考察机关的规定报告自己的活动情况
3. 遵守考察机关关于会客的规定
4. 离开所居住的市、县或者迁居，应当报经考察机关批准；经批准后仅可在境内停留，不准出境（依据《中华人民共和国出境入境管理法》第十二条，中国公民被判处刑罚尚未执行完毕或者属于刑事案件被告人、犯罪嫌疑人的，不准出境）
5. 如果被法院宣告考验期内的禁止令（如经济犯罪分子被宣告禁止出入高消费场所、职务犯罪分子被宣告禁止担任公职），必须遵守禁止令

犯人住所地的司法机关负责监督犯人进行上述事项，犯人的所在单位或当地基层组织（居委会、村委会等）要予以配合。通常是由乡镇街道办的司法所负责对缓刑犯人接受社区矫正的考察监督，至少每月当面报告并提交书面汇报材料。此外，根据刑法72条第2款的规定，被宣告缓刑的犯人并不影响附加刑的执行。因此，缓刑的效力不及于附加刑。

### 缓刑考验期满与缓刑的撤销
根据刑法76条的规定，犯人在考验期间内没有再犯新罪，没有发现尚未判决的漏罪，没有情节严重的违反监督规定的，原判的刑罚将不再执行，并公开予以宣告。这意味着原判决的有罪宣告依然有效，原判刑罚也无错误，只是由于犯罪人满足了某种条件后，原刑罚不再执行。通常是由缓刑罪犯社区纠正所在地的县区司法局书面填写解除社区纠正通知书，并一式四联书面告知原判法院、本地公安局、本地检察院刑事执行检察部门。
缓刑的撤销，是指由于未满足上述条件，而将原判决的缓刑撤销，使犯人执行原判刑罚的手续。这包括两种情况：
1. 犯罪人在考验期间犯新罪，或者发现原判决之前尚有未被判决的罪行，这种情况下，必须撤销缓刑。将数罪进行并罚。如果原判决之前先行羁押的，羁押日期应当折抵刑期。这种情况称为“法定的撤销”。
2. 犯罪人在考验期间没有犯罪，但是违反法律、行政法规或者有关监督管理规定，情节严重的，应当撤销缓刑。这里所说的法律不包括刑法，且必须“情节严重”才可以撤销缓刑。这种情况属于“裁量的撤销”。

## 中华民国
中华民国刑法第1編總則第9章就是緩刑。刑法第74條（緩刑要件）規定，受2年以下有期徒刑（少年犯為3年）、拘役或罰金之宣告，而有特定情形之一，認以暫不執行為適當者，得宣告2年以上5年以下之緩刑，其期間自裁判確定之日起算。因為規定認以暫不執行為適當者，可宣告緩刑，所以不是所有初次犯輕罪者都能緩刑。1956年11月2日，中华民国司法院大法官釋字第66號解釋公務員貪污被判緩刑，須俟緩刑期滿而緩刑之宣告並未撤銷時，始得應任何考試或任為公務人員。

### 緩刑的要件
必須以前未曾因故意犯罪受有期徒刑以上刑之宣告或前因故意犯罪受有期徒刑以上刑之宣告，執行完畢或赦免後，5年以內未曾因故意犯罪受有期徒刑以上刑之宣告，而法院認為以暫不執行為適當者。緩刑期間自裁判確定之日起算。
法院為緩刑宣告，得斟酌情形，命犯罪行為人為下列各款事項：
1. 向被害人道歉。
2. 立悔過書。
3. 向被害人支付相當數額之財產或非財產上之損害賠償。
4. 向公庫支付一定之金額。
5. 向指定之公益團體、地方自治團體或社區提供40小時以上240小時以下之義務勞動。
6. 完成戒癮治療、精神治療、心理輔導或其他適當之處遇措施。
7. 保護被害人安全之必要命令。
8. 預防再犯所為之必要命令。

### 緩刑之撤銷
- 緩刑宣告，而有下列情形之一者，撤銷其宣告：

1. 緩刑期內因故意犯他罪，而在緩刑期內受不得易科罰金之有期徒刑以上刑之宣告確定者。
2. 緩刑前因故意犯他罪，而在緩刑期內受不得易科罰金之有期徒刑以上刑之宣告確定者。

- 受緩刑之宣告而有下列情形之一，足認原宣告之緩刑難收其預期效果，而有執行刑罰之必要者，得撤銷其宣告：

1. 緩刑前因故意犯他罪，而在緩刑期內受得易科罰金之有期徒刑、拘役或罰金之宣告確定者。
2. 緩刑期內因故意犯他罪，而在緩刑期內受得易科罰金之有期徒刑、拘役或罰金之宣告確定者。
3. 緩刑期內因過失更犯罪，而在緩刑期內受有期徒刑之宣告確定者。
4. 違反第74條第2項第1款至第8款所定負擔情節重大者。

### 緩刑之效力
緩刑期滿，緩刑之宣告未經撤銷者，其刑之宣告失其效力，不再執行，與未曾受刑之宣告相同。

## 日本
日本刑法第25条也规定了缓刑制度，稱為「執行猶豫」。其适用条件为三年以下有期徒刑或拘役或50万日元以下罚金。